# أم نخلة (القويعية)
أم نخلة، هي قرية من فئة (ب) تقع في محافظة القويعية، والتابعة لمنطقة الرياض في السعودية. وتبعد أم نخلة عن محافظة القويعية بمسافة تقارب () كم.